# Ulisse
Ulisse (Odysseus) är en italiensk opera i en prolog och två akter med musik och libretto av Luigi Dallapiccola. Texten bygger på Homeros epos Odysséen och andra källor.

## Historia
Redan 1942 hade Dallapiccola bekantat sig med historien om Odysseus då han satte upp Claudio Monteverdis opera Il ritorno d'Ulisse in patria på Maggio Musicale i Florens. Hans egen version komponerades mellan 1960 och 1968 och hade premiär den 29 september 1968 på Deutsche Oper i Berlin dirigerad av Lorin Maazel och med Erik Saedén i titelrollen. Kombinationen av ett väl utarbetat libretto och en ganska sträng och stram musik har gjort att operan inte har nått ut ordentligt. 

## Personer
- Ulisse (Odysseus) (baryton)
- Calypso (Kalypso) (sopran)
- Nausicaa (Nausikaa) (sopran)
- Re Alcinoo (Kung Alkinoos) (bas)
- Demodoco  (tenor)
- Circe (Kirke) (mezzosopran)
- La madre di Anticlea (sopran)
- Tiresia (Teiresias) (tenor)
- Pisandro (baryton)
- Antinoo (baryton)
- Eurimaco (tenor)
- Melanto (mezzosopran)
- Eumeo (tenor)
- Telemaco (Telemachos) (kontraalt)
- Penelope (sopran)
- Ancella 1 (sopran)
- Ancella 2 (kontraalt)

## Handling
Liksom operan Job är Ulisse konstruerad som en palindrom i 13 scener vars centrum är Odysseus nedstigning i underjorden. I vardera ändar återfinns nymfen Kalypso, stående ensam på stranden mediterande över Odysseus eviga sökande, och Odysseus ensam i sin båt. Scen 2, en instrumental skildring av Poseidons vrede mot Odysseus, speglar scen 12 som är ett orkesterstycke över kärleken mellan Odysseus och hans hustru Penelope. Scen 3:s skildring av Nausikaas bollspel på stranden är en spegling av Melanthos dödsdans i scen 11. Odysseus ankomst till kung Alkinoos i scen 4 speglar på samma sätt hans hemkomst till hemön Ithaka i scen 11.